# آئورل مانگا
آئورل مانگا (انگلیسی: Aurel Manga؛ زادهٔ ۲۴ ژوئیهٔ ۱۹۹۲) ورزشکار دو و میدانی اهل فرانسه است.
وی در مسابقات کشوری و بین‌المللی در مجموع برندهٔ ۱ مدال برنز شده‌است.